# Live in Reykjavik
Live in Reykjavik fue un álbum lanzado en 1987 por el grupo inglés Psychic TV a través Temple Records discográfica del líder del grupo, Genesis P-Orridge.
Este álbum contiene grabaciones en vivo durante un recital en Reikiavik, Islandia, en noviembre de 1983 y fue lanzado por primera vez en 1984 con el título de Those Who Do Not con dos canciones adicionales y con algunos nombres cambiados.
Con una edición limitada de 5.000 copias, Live in Reykjavik es el quinto de una serie de 23 álbumes en vivo. De esta serie, los primeros 9 álbumes traían un folleto de rompecabezas que al unirse formaban la imagen de una calavera con el signo del grupo en la frente. Se debía recortar el talón de cada uno de estos folletos y enviarlos junto con el pago correspondiente a Temple Records para obtener el disco número 10, titulado Psychedelic Violence, ya que su edición limitada de 1.000 copias no salió al mercado minorista. 
Live in Reykjavik incluye grabaciones de Sveinbjörn Beinteinsson. Guðlaugur Kristinn Óttarsson participó con una de sus invenciones, el “P-Orridgemetro” (del inglés P-Orridgemeter), un dispositivo diseñado especialmente para este trabajo, que era programado dentro de cualquier pulso o frecuencia y podía ser accionado por estos sonidos para reproducir la secuencia en patrones idénticos. De esta manera se podían tocar sonidos grabados sin la presencia de músicos. 

## Lista de canciones
1. Those Who Do Not
2. Attraction Romana
3. Burn Again Fear
4. Astru (Pagan) Marriage
5. Thee Wolf Pack
6. Meanwhile...
7. Nursery With Scar
8. Hoh Skinhead

## Créditos
- Vocalista, violín, bajo eléctrico: Genesis P-Orridge y Paula P-Orridge.
- Guitarra: Alex Ferguson.
- Cintas, batería: John Gosling y Hilmar Örn Hilmarsson.
- Asistente: Hubert Noi, Ebbi y Stanya.
- Ingeniero: Tryggvi 2.
- Producción: Hilmar Örn Hilmarsson
- Vocalista de fondo: 5V's para “Thee Wolf Pack “.
- Idea de interacción espacio-temporal: Eden32.
- Publicación: Crippled Frog Music.
- Corte: Steve Angel en Utopia.